# Variabel pilgeometri
En vinge med variabel pilgeometri er en vinge på en flyvemaskine, der kan bevæges tilbage og frem igen til sin oprindelige position under flyvning. Teknikken gør det muligt at ændre flyets form under flyvningen.
En lige vinge vinkelret på flyets krop er mest effektiv for flyvning ved lavere hastigheder, men for fly, der flyver med hastigheder tæt på eller over lydens hastighed, er det vigtigt, at vingerne er tilbagestrøgne. Næsten alle fly, der flyver med disse hastigheder har vinger, der enten er tilbagestrøgne eller er deltavinger. Sådanne konstruktioner er simple og effektive ved flyvning med høj hastighed, men der er også ulemper ved konstruktionen. En af ulemperne er, at flyets stall-hastighed (den hastighed, der skal til for at flyets vinger ikke mister opdrift ved en given indfaldsvinkel) bliver en del højere, hvilket nødvendiggør længere start-/landingsbaner. En anden ulempe er, at flyets brændstofforbrug ved lavere hastigheder bliver højere med en tilbagestrøgen vinge. Disse ulemper er særlig af betydning for fly, der skal kunne lette og lande fra hangarskibe. Vinger med variabel pilgeometri gør det muligt for piloten at anvende den optimale vinkel knyttet til flyets hastighed. En sådan konstruktion er dog kompleks og dyr, og er derfor i praksis i dag alene benyttet ved konstruktion af militærfly.
Der blev mellem 1940'erne og 1970'erne fremstillet en række fly med variabel pilgeometri, både eksperimentalfly og fly, der blev sat i produktion. De fleste af de fly. der blev produceret med variabel pilgeometri, fungerede som angrebsfly (eksempelvis Sukhoj Su-17, Tupolev Tu-22M og Panavia Tornado. Variabel pilgeometri blev også anvendt ved konstruktionen af jagerfly (interceptorer) som Grumman F-14 Tomcat og jagerversionen af Tornado, Panavia Tornado ADV. Udviklingen af flyteknologi medførte, at teknikken med variabel pilgeometri fra 1980'erne blev mindre relevant, da man med anden teknologi og materialer kunne opnå bedre og/eller billigere løsninger til de udfordringer, som den variable pilgeometri kunne løse. En ændring af flyenes struktur og udvikling af computerstyrede flaps og slats, der øger eller mindsker vingens overflade og struktur for at tilpasse sig flyveregimet, anvendes i dag i stedet for den variable pilgeometri.
Rusland har dog i 2020'erne genoptaget produktionen af det i 1970'erne udviklede bombefly med variabel pilgeometri, Tupolev Tu-160.

## Historie

### Oprindelse
Det første forsøg med variabel pilgeometri var ved konstruktionen af Westland-Hill Pterodactyl IV fra 1931, der blev konstrueret uden en hale og som havde let tilbagestrøgne vinger, der kunne flyttes lidt under flyvning, hvilket kompenserede for fraværet af den opdrift og stabilisering, som haleplanet leverer i et traditionel konstruktion.
Under 2. verdenskrig eksperimenterede flykonstruktører i Nazi-Tyskland med konstruktioner med variabel pilgeometri. Messerschmitt eksperimenterede med Me P.1101, der var et koncept for et jetdreven jagerfly, der skulle belyse bl.a. muligheder og fordele ved variabel pilgeometri. Flyets vinge kunne alene justeres på jorden til en position på 30, 40 og 45 grader. Flyet var ikke egnet til kamphandlinger og var kun brugbart til test. Prototypen blev dog ikke færdiggjort inden krigens afslutning.

### Udvikling
Efter afslutningen af 2. verdenskrig blev den delvist færdiggjorte prototype for det tyske P.1101 transporteret til USA, hvor det blev indgående undersøgt af Bell Aircraft. Grundet manglen på dokumentation for konstruktionen og en række skader på flyet afstod Bell fra at færdiggøre flyet. Bell konstruerede i stedet en kopi af flyet, Bell X-5, med vinger, der kunne ændre position under flyvning. Når vingen blev trukket bagud, blev vingens "rod" flyttet fremad. En konstruktion af denne type blev benyttet på prototypen Grumman XF10F Jaguar i 1952. Prøveflyvninger med XF10F viste dog uhensigtsmæssige egenskaber ved flyet, herunder også underdimentionseret motor og kontrolproblemer.
I slutningen af 1940'erne og i 1950'erne foretog britiske ingeniører studier af teknikken til variabel geometri og i 1950'erne blev udviklet konceptet Vickers Swallow, der var planlagt at skulle kunne flyve fra Europa til Australien på under 10 timer. Senere blev Vickers Swallow anset som en potentiel supersonisk efterfølger til den subsoniske Vickers Valiant, en af Royal Air Forces V bombere. Op igennem 1950'erne gennemgik flere modeller af "the Swallow" lovende tests, men i 1957 besluttede den britiske regering af skrotte adskillige forsvarsprojekter, herunder Vickers Swallow.
På trods af, at Swallow-projektet blev indstillet i Storbritannien, tiltrak projektet sig interesse i USA. Det amerikanske forsvar ønskede ikke at arbejde med projektet, men NASA's Langley Laboratory viste interesse. Andre viste også interesse, herunder Folland Aircraft, der arbejdede med koncepter for variabel pilgeometri, herunder projektet Fo. 147, der var et multirollefly udstyret med canardvinger. Fo. 147 skulle kunne have opnået hastigheder op over Mach 2. Projektet kom dog ikke længere end prototypestadiet og RAF ønskede ikke at arbejde videre med det.

### Produktion
Dee første fly med variabel pilgeometri blev fremstillet i 1960'erne. USA havde iværksat sit TFX-program (Tactical Fighter Experimental), som havde ført til konstruktionen af det første masseproducerede fly med variabel pilgeometri: General Dynamics F-111, et større to-motoret fly, der kunne benyttes i flere funktioner. Udover variabel pilgeometri var F-111 også banebrydende med en avanceret radar, der kunne følge terrænet, og turbofan jetmotorer med afterburnere, der på den tid var nyskabende teknologier. Udviklingen af F-111 var dog forbundet med en del vanskeligheder, og der blev foretaget testflyvninger af flyet frem til 1973. I 1968 konstateredes revner i konstruktionen, hvor vingerne er fæstnet, et problem, der førte til tab af mindst et af flyene. F-111B, der var tiltænkt brug i US Navy, blev opgivet i 1968 som følge af flyets vægt og utilfredsstillende egenskaber.
I Sovjetunionen arbejdede ingeniørerne også med konstruktioner med variabel pilgeometri. Det sovjetiske flykonstruktionsbureau TsAGI udviklede en teknologi, der blev benyttet på den eksisterende jagerbomber Sukhoj Su-7. Det opgraderede fly med variabel pilgeometri blev benævnt Sukhoj Su-17. TsAGI og arbejdede også med konstruktioner, hvor der var kortere afstand mellem vingernes omdrejningspunkt som på den amerikanske F-111. Disse konstruktioner første til udviklingen af helt nye fly som jagerflyet Mikojan-Gurevitj MiG-23 og Sukhojs Su-24 jagerbomber, der begge fløj som prototyper i slutningen af 1960'erne og som blev taget i tjeneste i begyndelsen af 1970'erne. I 1962 indså flykonstruktørvirksomheden Tupolev at det nyligt introducerede supersoniske bombefly Tupolev Tu-22 havde en række mangler, og at det var nødvendigt med en forbedret udgave af flyet. For at kompensere for Tu-22's utilfredsstillende flyveegenskaber redesignede Tupolev flyet med bl.a. vinger med variabel pilgeometri. Videreudviklingen blev til Tu-22M, en flytype, der fortsat i 2022 spiller en væsentlig rolle som det russiske luftvåben.
Fra slutningen af 1950'erne udviklede Storbritannien det supersoniske lavtflyvende strategiske bombefly, BAC TSR-2, hvis vinger i senere varianter blev udstyret med variabel pilgeometri. Projektet blev dog opgivet den 1. april 1965 grundet voldsomme budgetoverskridelser. Den britiske regering besluttede i stedet at købe den amerikanske F-111K, der blev anset som en billigere løsning, men dette blev også opgivet af økonomiske grunde.
Efter TSR-2 blev opgivet, flyttede BAC arbejdet med variabel pilgeometri til Warton, der senere fik etableret et britisk-fransk samarbejde om udvikling af et fælles multirollefly, "Anglo French Variable Geometry Aircraft" (AFVG). Den franske flyproducent Dassault arbejdede imidlertid sideløbende med egne projekter herunder Mirage G med variabel pilgeometri og Mirage F1 og havde ikke større interesse i det fælles projekt med briterne, ligesom det franske luftvåben ikke mente, at det fælles fly kunne opfylde de franske behov. Den franske regering trak sig fra samarbejdet i juni 1967, officielt på grund af projektets omkostninger.
Efter ophøret af AFVG-programmet fortsatte BAC arbejdet med udvikling af et større angrebsfly med variabel pilgeometri (UKVG, United Kingdom Variable Geometry). Den britiske regering anså det dog for urealistisk at kunne finansiere udviklingen på egen hånd, og henvendte sig derfor til NATO-partnerne Belgien, Canada, Italien, Nederlandene og Vesttyskland med forslaget om at udviklet et fælles NATO-angrebsfly. De nævnte lande indgik i juli 1968 et forståelsespapir om udviklingen af et sådant fly. Parterne tilrettelagde herefter i fællesskab projektet "Multi-Role Combat Aircraft" (MRCA), der førte til udviklingen af flyet Panavia Tornado.
I Frankrig arbejdede Dassault efter AFVG-projektets ophør videre med prototyper til en ny Dassault Mirage G. Dassault fremstillede i 1968 to prototyper af flyet, Mirage G4 og G8. Dassault arbejdede yderligere i samarbejde med amerikanske producenter om udviklingen af projektet LTV V-507, der blev sendt til den amerikanske flådes VFX projekt. På grundlag af bl.a. det franske bidrag til VFX-projektet blev udviklet Grumman F-14 Tomcat, der blev bestilt af US Navy efter at udviklingen af jagerflyet F-111B var blevet opgivet i 1970'erne. F-14 langt mere agil end flåden F-4 Phantom II, ligesom indstillingen af de variable vinger på F-14 kunne justeres løbende under flyvningen afhængig af flyets hastighed. Endvidere kunne F-14's vinger trækkes helt frem til en "flagermus-position", hvilket gav flyet overlegne egenskaber i vendinger og derved i luftkamp.
I USA pågik i 1960'erne overvejelser om udvikling af en afløser at de to amerikanske strategiske bombefly, den aldrende subsoniske B-52 og den supersoniske B-58 Hustler. B-52-bombeflyet var blevet sårbart som følge af den teknologiske udvikling under den kolde krig og USA's andet strategiske bombefly, B-58, der kunne flyve mach 2, havde forholdsvis kort rækkevidde og begrænset lasteevne. Der blev derfor iværksat et nyt projekt til udvikling af et nyt strategisk bombefly, "Advanced Manned Strategic Bomber" (AMSA), der skulle kunne afløse B-52 og B-58. Flyproducenten Rockwell udviklede en konstruktion til AMSA; bombeflyet B1 Lancer, et fly med variabel pilgeometri, der kunne flyve med hastigheder som B-58, men som havde lavere brændstofforbrug ved supersonisk cruise-hastighed, mulighed for mach 0,85 i meget lav højde og som havde stor lasteevne ved start. Med vingerne trukket helt frem havde B-1 større lasteevne end B-52'eren, hvilet gav B-1 mulighed for at operere fra flere baser end hvad B-52'eren har mulighed for. Rockwell sendte sit forslag i januar 1970 i konkurrence med Boeing og General Dynamics. Rockwells projekt fik opbakning, og udviklingen af B-1 blev sat i værk. Udviklingen af flyet blev imidlertid præget af betydelige budgetoverskridelser og forsinkelser. Samtidig medførte udviklingen af krydsermissilet AGM-86, der kunne flyve med samme hastighed og distance, at behovet for B-1 bombeflyet forsvandt. Der blev bygget enkelte prototype af B-1A, og projektet blev skrottet i 1977 under præsident Jimmy Carter. Reagan-administrationen besluttede imidlertid i oktober 1981 at genoplive B-1 som et fly der kunne udfylde rollen som strategisk bombefly efter B-52, indtil USA's nye projekt "Advanced Technology Bomber" (ATB) kunne realiseres. Det nye B-1 fly blev ændret til B-1B, der har en lavere tophastighed ved flyvning i høj højde (mach 1,25), men med forbedret hastighed ved meget lave højder (mach 0,96). Flyets elektronik og lasteevne blev endvidere forbedret. Flyet blev erklæret operationelt den 1. oktober 1986 og B-1B indgik herefter i USA's atomslagstyrke. I 1988 var leveret i alt 100 B-1B'ere. Flyet er dog siden trukket ud af atomslagstyrken.
Sovjetunionen arbejdede også med at fremstille et stort strategisk bombefly med variabel pilgeometri. I begyndelsen af 1970'erne udviklede Tupolev et design med elementer fra Tupolevs supersoniske Tu-144, oprindeligt kaldet "Fly 160M", der var i konkurrence med projekterne Mjasisjtjev M-18 og Sukhoj T-4. Tupolevs konstruktion kom i produktion som Tupolev Tu-160 i april 1987. The aircraft is the largest and heaviest combat aircraft, the fastest bomber in use and the largest and heaviest variable-sweep wing airplane to have ever flown as of 2020. Der er ikke siden Tu-160 sat fly i produktion med variabel pilgeometri.

### Forældelse
Da det amerikanske luftfartsmyndigheder FAA i 1960'erne arbejdede på at få fremstillet et supersonisk passagerfly indleverede Boeing et projekt, Boeing 2707, et fly med planlagt tophastighed mach 3 med variabel pilgeometri. I forbindelse med videreudviklingen af projektet blev det dog klart, at konstruktionen med variable vinger var for tungt og kompliceret. De variable vinger blev derfor opgivet og i stedet blev anvendt en mere traditionel deltavingekonstruktion.
Udviklingen af teknologi i 1970'erne, herunder computerstyring at komponenter i flyets vinger som flaps og slats, medførte, at behovet for vinger med variabel pilgeometri blev mindre. Der er ikke efter Sovjetunionens Tu-160 udviklet nye fly med variabel pilgeometri. Tu-160 blev produceret frem til 1992. Den russiske regering meddelte imidlertid i 2015, at produktionen af Tu-160 ville blive genoptaget med opgraderede systemer. Produktionen ventes at blive iværksat i 2022. Rusland har planlagt en afløser til Tu-160, PAK DA, men udviklingen af et nyt bombefly vil tage en længere årrække.
Den amerikanske flåde har taget F-14 ud af tjeneste. Afløseren, F/A-18E, er dog kritiseret for sin begrænsede lasteevne og rækkevidde grundet de forholdsvis mindre faste vinger. F-111 er ligeledes taget ud af tjeneste. Bombeflyet B-1 er fortsat i tjeneste, men forventes udfaset fra 2026.
Panavia Tornado er taget ud af tjeneste i Royal Air Force, men benyttes fortsat af Luftwaffe og i Italien og i Saudi-Arabien.
Den sovjetiske MiG-23 og Su-17/20/22 blev trukket ud af tjeneste i Rusland i 1990'erne, men benyttes fortsat af en række tredjeverdenslande samt Polen, der fortsat anvender Su-22'ere. Su-24 og Tu-160 er fortsat i tjeneste i Ruslands luftvåben.

## Liste med fly med variabel pilgeometri
| Model                        | Land           | Type                                     | Udvikling                                                     | År   | Antal producerede         | Billede |
| ---------------------------- | -------------- | ---------------------------------------- | ------------------------------------------------------------- | ---- | ------------------------- | ------- |
| Westland-Hill Pterodactyl IV | Storbritannien | Propelfly                                | Prototype                                                     | 1931 | 1                         |         |
| Messerschmitt P.1101         | Nazi-Tyskland  | Jet                                      | Forskningsprojekt, delvist færdiggjort prototype              | 1945 | 1 delvis færdig prototype |         |
| Vickers Wild Goose           | Storbritannien | Jet                                      | Model til forskningsprojekt                                   | 1950 | 1                         |         |
| Bell X-5                     | USA            | Jet                                      | Forskningsprojekt til videreudvikling af Messerschmitt P.1101 | 1951 | 2 prototyper              |         |
| Grumman XF10F Jaguar         | USA            | Jet                                      | Prototype                                                     | 1952 | 2, kun en prototype fløj  |         |
| Vickers Swallow              | Storbritannien | Jet passagerfly                          | Forskningsprojekt                                             | 1957 | 0                         |         |
| General Dynamics F-111       | USA            | Jagerbomber                              | Sat i produktion                                              | 1964 | 563                       |         |
| Sukhoj Su-17, 20 og 22       | USSR           | Jagerbomber                              | Sat i produktion                                              | 1966 | 2.867                     |         |
| Mikojan-Gurevitj MiG-23      | USSR           | Jagerfly                                 | Sat i produktion                                              | 1967 | 5.047                     |         |
| Dassault Mirage G            | Frankrig       | Jagerfly                                 | Udviklingsprojekt                                             | 1967 | 3 prototyper              |         |
| Tupolev Tu-22M               | USSR           | Bombefly                                 | Sat i produktion                                              | 1969 | 497                       |         |
| Grumman F-14 Tomcat          | USA            | Jagerfly                                 | Sat i produktion                                              | 1970 | 712                       |         |
| Mikojan-Gurevitj MiG-27      | USSR           | Angrebsfly; en videreudvikling af MiG-23 | Sat i produktion                                              | 1970 | 1.075                     |         |
| Sukhoj Su-24                 | USSR           | Angrebsfly                               | Sat i produktion                                              | 1970 | ca. 1.400                 |         |
| Panavia Tornado (MRCA)       | Multinational  | Multirolle                               | Sat i produktion                                              | 1974 | 992                       |         |
| Rockwell B-1 Lancer          | USA            | Strategisk bombefly                      | Prototype B-1A; B-1B sat i produktion                         | 1974 | 104                       |         |
| Tupolev Tu-160 36            | USSR           | Strategisk bombefly                      | Sat i produktion                                              | 1981 | 36. Flere er i ordre      |         |